# Církev Nového Jeruzaléma

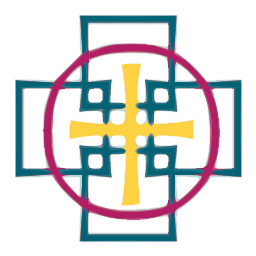
Cross of Swedenborgianism and The New Church

Církev Nového Jeruzaléma či Nová církev je malé náboženské uskupení, která vzešlo z protestantské, konkrétně luterské a metodistické tradice. Založeno je na učení švédského vědce, filosofa a proroka Emanuela Swedenborga (1688–1772), díky čemuž jsou jeho členové nazýváni swedenborgiáni. Swedenborg si sice původně nepřál vytvořit novou církev, ale rozdíl mezi věroukou nového uskupení a tradičních protestantských církví byl příliš velký, což jeho následovníci vyřešili po jeho smrti založením samostatného společenství. Stalo se tak v londýnské čtvrti East Cheap v roce 1787. Církev se pomalu šířila, od roku 1792 působí ve Spojených státech. V jejím čele stojí od roku 1817 Generální konference. Současný počet členů se odhaduje na cca 32 300 po celém světě, z toho 6000 v USA. V současné době počty jejích přívrženců výrazně a dlouhodobě klesají.
Zásadní odlišnosti od křesťanství
- CNJ věří v druhý příchod Ježíše Krista, který se uskutečnil na nebesích v roce 1757
- CNJ neuznává klasické chápání Nejsvětější Trojice (ta má vyjadřovat aspekty podstaty Boha, nikoliv osoby)
- CNJ přiznává Bibli pravdivost doslovnou i vnitřní smysl (zjevený a vyložený přes Swedenborga), užívá však silně zredukovaný biblický kánon, v němž chybí některé knihy Starého zákona, Skutky apoštolů a listy apoštolů

## Swedenborgiáni v České republice
Toto hnutí má v českých zemích pohnutou historii. Propagoval je zejména  Jaroslav Emanuel (nebo též Imanuel) Janeček (1870–1953), působil již od roku 1911. Roku 1919 založil Novou církev křesťanskou a působil v ní jako duchovní. Rovněž ji obnovil po roce 1945, ovšem roku 1951 Nová církev křesťanská (též Nová církev Páně) byla kvůli komunistickému zákonu roku 1951 rozpuštěna a Janeček byl instruován, aby členy Nové církve převedl do Náboženské společnosti československých unitářů. Reverend Janeček brzy poté zemřel a swedenborgiáni se mezi unitáři postupně „rozpustili“.
Vzniklo pak několik ilegálních skupin, například pod vedením Ludmily M. Kubátové (1893–1968), přezdívané "mamka", která přičlenění k unitářům odmítla. Tuto skupinu pak vedl duchovní je vedl Václav Daniel Chládek († 1962). Zde zakotvili v létě 1959 manželé Jan a Libuše Maříkovi. Roku 1963 byl Jan Mařík pokřtěn Janou Chládkovou a přijal jméno Samuel. Zároveň začal v Nové církvi Páně působit jako duchovní, vysvěcen opět Janou Chládkovou. Navštěvoval členy ilegální církve a na psacím stroji opisoval Swedenborgovy spisy. Tato jeho činnost měla i další následky ze strany komunistického režimu v rodinné i pracovní oblasti.
Po sametové revoluci byl Jan Samuel Mařík  v září 1990 řádně vysvěcen britským reverendem Christopherem Haslerem. Téhož roku také obnovil Janečkův časopis Nový Jeruzalém, později pod názvem Arcana. Swedenborská revue. Problémy však nastaly s uznáním církve, a tak se nepodařilo navázat ani původním názvem; nově  vysvěcení duchovní povolání duchovního nevykonávají. Roku 1993 Mařík vydal svou jedinou knihu – soubor hesel s náboženským obsahem a jejich vysvětlení, které tak dohromady tvoří jakési kompendium nauky Emanuela Swedenborga a Nové církve Páně. Roku 1998 vznikla Swedenborská společnost a o dva roky později převzala časopis Arcana a dala jí nový podtitul Časopis inspirovaný učením Emanuela Swedenborga. Od roku 2005 už ale nevychází a rovněž Swedenborská společnost přestala být aktivní.
Jan Samuel Mařík zemřel 28. května 2000. 